# Rheotanytarsus koraensis
Rheotanytarsus koraensis är en tvåvingeart som beskrevs av Kyerematen, Andersen och Ole Anton Saether 2000. Rheotanytarsus koraensis ingår i släktet Rheotanytarsus och familjen fjädermyggor.
Artens utbredningsområde är Thailand. Inga underarter finns listade i Catalogue of Life.